# Gwintesencja
Kabaret GwintEsencja – polski kabaret, powstały w kwietniu 2002 w Białymstoku,  przy klubie studenckim GWINT na Politechnice Białostockiej. Członek Białostockiej Pustyni Kabaretowej. Uczestnik większości ważnych ogólnopolskich przeglądów kabaretowych m.in. Lidzbarskich Wieczorów Humoru i Satyry, Wyjścia z cienia, Mulatki.
Skład kabaretu stanowili studenci pochodzący z Ostrołęki, Giżycka, Łap i Białegostoku.
Rok 2002
Gdańsk - "5 Ogólnopolski Festiwal Teatrów i Kabaretów Studenckich - Wyjście z cienia" - wyróżnienie za skecz "Kolejka"
Rok 2003
Bielsk Podlaski - „Złote wary” - I nagroda
Lidzbark Warmiński, – XXIV Lidzbarskich Wieczorach Humoru i Satyry - wyróżnienie i zaproszenie do realizacji telewizyjnej dla TVP1 za skecz „Praca”.
Białystok - „ Liga Kabaretów Białostockiej Pustyni Kabaretowej” - III nagroda
Rok 2004
Kielce - „KOKS - kielecki ogląd kabaretów studenckich” -II nagroda
Białystok - „ Liga Kabaretów Białostockiej Pustyni Kabaretowej” - II nagroda
Siedlce - „IV Siedlecka Noc Kabaretowa” - II nagroda
Lidzbark Warmiński  – „XXV Lidzbarskie Wieczory Humoru i Satyry”
Rok 2005
Skierniewice - „ZAK - Zimowa Akcja Kabaretowa” - II nagroda